# Julián Álvarez
Julián Álvarez (n. 31 ianuarie 2000 în Calchín, Córdoba, Argentina) cunoscut și sub numele de La Araña (Păianjenul) este un fotbalist argentinian care evoluează pe postul de atacant la Atlético Madrid în La Liga și echipa națională a Argentinei. În flancul de atac, poziția sa principală este de atacant central, dar poate fi folosit și ca extremă.
Julián, la vârsta de 22 de ani, ia Cupa Mondială cu Argentina. În același sezon, 2022/2023, reușește și istorica triplă cu Manchester City, fiind doar rezerva atacantului Erling Haaland. 

## Carieră

### River Plate
Álvarez s-a alăturat lui River Plate de la Atlético Calchín în 2016, participând în Generation Adidas Cup cu echipele de tineret ale clubului. Înainte de a semna pentru River, Álvarez a avut probe cu Boca Juniors și Real Madrid ; marcând de două ori în cinci jocuri pentru acesta din urmă într-un turneu de juniori. Nu a putut să se alăture Realului din cauza restricțiilor de vârstă. Álvarez a fost mutat în echipa de seniori a lui River Plate sub conducerea managerului Marcelo Gallardo în sezonul 2018-19, debutul său la profesioniști sosind pe 27 octombrie 2018 în timpul unui meci din Primera División cu Aldosivi ; a fost înlocuit cu Rodrigo Mora cu douăzeci și șase de minute rămase de la o victorie cu 1-0.
Álvarez a apărut târziu în manșa secundă a finalei Copa Libertadores 2018, River învingându-l pe rivalii Boca Juniors. Álvarez a marcat primul gol al carierei sale profesionale pe 17 martie 2019, marcând într-o victorie cu 3-0 în ligă împotriva lui Independiente. În decembrie următor, a marcat în finala Copa Argentina din 2019 împotriva lui Central Córdoba, atunci River a câștigat cu 3-0 pentru a-și asigura trofeul. În 2020, Álvarez a marcat cinci goluri în șase meciuri din faza grupelor Copa Libertadores .
Pe 25 mai 2022, Álvarez a marcat șase goluri pentru River Plate într-o victorie cu 8-1 împotriva lui Alianza Lima în Copa Libertadores.

### Manchester City
Pe 31 ianuarie 2022, când a împlinit 22 de ani, s-a confirmat că Álvarez a semnat cu Manchester City, campioana din Premier League, cu un contract de cinci ani și jumătate, dar jucătorul a rămas împrumutat la River Plate până în iulie. A marcat la debutul său într-un meci oficial cu City pe 30 iulie, unde City a pierdut cu 1–3 în fața rivalilor de la Liverpool în Community Shield. Pe 7 august, Álvarez și-a făcut debutul în Premier League după ce a intrat ca înlocuitor al lui Erling Haaland într-o victorie cu 2-0 în deplasare împotriva lui West Ham United. Pe 31 august, Álvarez a marcat primele sale două goluri în Premier League într-o victorie cu 6-0 împotriva lui Nottingham Forest pe stadionul Etihad.

### Atlético Madrid
Pe 12 august 2024, Atlético Madrid a confirmat semnarea lui Álvarez pe un contract de șase ani în valoare de până la 95 de milioane de euro (81,8 milioane de lire sterline), care a devenit o plecare record pentru City.

## Carieră internațională
În 2018, Álvarez a fost chemat de naționala Argentinei sub 20 pentru a se antrena împotriva echipei de seniori la Cupa Mondială FIFA 2018. În decembrie, Álvarez a fost ales pentru Campionatul Sud-American sub-20 din 2019. A primit fost chemat de către Fernando Batista pentru Campionatul Mondial de Fotbal sub-20 2019 în mai 2019. Patru meciuri și un gol, împotriva Africii de Sud, au sosit pentru el în Polonia, țara gazdă a turneului. Ulterior, Batista l-a chemat pe Álvarez pentru naționala sub 23 în septembrie, care a precedat chemarea sa pentru turneul preolimpic CONMEBOL 2020; pe care Argentina l-a câștigat, Álvarez marcând o singură dată (împotriva Venezuelei) în șapte meciuri.
Álvarez și-a făcut debutul cu naționala de seniori a Argentinei pe 3 iunie 2021, în meciul de calificare la Cupa Mondială împotriva lui Chile. L-a înlocuit pe Ángel Di María în minutul 62. Pe 29 martie 2022, a marcat primul său gol internațional într-un egal 1–1 împotriva Ecuadorului.

## Titluri
River Plate
- Primera División argentiniană : 2021
- Copa Argentina : 2018–19
- Supercopa Argentina : 2019
- Trofeo de Campeones : 2021
- Copa Libertadores : 2018
- Recopa Sudamericana : 2019

Manchester City
- Premier League: 2022–23, 2023–24[24]
- FA Cup: 2022–23;[25] vice-campion: 2023–24[26]
- Liga Campionilor UEFA: 2022–23[27]
- Supercupa Europei UEFA: 2023[28]
- Cupa Mondială a Cluburilor FIFA: 2023[29]

Argentina sub 23
- Turneul preolimpic CONMEBOL : 2020

Argentina
- Campionatul Mondial de Fotbal: 2022[30]
- Copa América: 2021, 2024[31]
- CONMEBOL – Cupa Campionilor UEFA : 2022[32]

Individual
- Golgheter din Primera División a Argentinei: 2021 (18 goluri)
- Fotbalistul anului din America de Sud: 2021
- Echipa anului din America de Sud⁠(d): 2021